# 카르탕-디외도네 정리
기하학 및 선형대수학에서, 카르탕-디외도네 정리(Cartan–Dieudonné定理, 영어: Cartan–Dieudonné theorem)는 직교군의 원소를 반사들의 합성으로 나타내는 정리다.

## 정의
카르탕-디외도네 정리에 따르면, (임의의 표수의) 체 {\displaystyle K}에 대한 유한 {\displaystyle n}차원 벡터 공간 {\displaystyle V} 위의 비퇴화 이차 형식
{\displaystyle Q\colon V\to K}
에 대하여, 다음 두 조건이 서로 동치이다.:135, Theorem 14.16
- 직교군 {\displaystyle \operatorname {O} (V,Q)}의 원소들은 반사들의 합성으로 나타낼 수 있다. 즉, 임의의 {\displaystyle M\in \operatorname {O} (V,Q)}에 대하여,
{\displaystyle Q(v_{i})\neq 0\qquad (i=1,\dots ,n)}
{\displaystyle M=R_{v_{1}}\circ \cdots R_{v_{r}}}
인 유한 개의 벡터 {\displaystyle \{v_{1},\dots ,v_{r}\}\subseteq V}들이 존재한다. 여기서, 비등방 벡터
{\displaystyle v\in V}
{\displaystyle Q(v)\neq 0}
에 대한 반사는 다음과 같다.
{\displaystyle R_{v}\colon V\to V}
{\displaystyle R_{v}\colon u\mapsto u-{\frac {Q(u+v)-Q(u)-Q(v)}{Q(v)}}v}
- {\displaystyle Q}는 크기 2의 유한체 {\displaystyle \mathbb {F} _{2}}에 대한 4차원 벡터 공간 {\displaystyle (\mathbb {F} _{2})^{4}} 위의, 비트 지표가 2인 비퇴화 이차 형식 {\displaystyle x_{1}x_{2}+x_{3}x_{4}}과 동치가 아니다. 즉,
  - {\displaystyle K\not \cong \mathbb {F} _{2}}이거나,
  - {\displaystyle K\cong \mathbb {F} _{2}}이며 {\displaystyle n\neq 4}이거나,
  - {\displaystyle K\cong \mathbb {F} _{2}}이며 {\displaystyle n=4}이며 {\displaystyle Q}의 비트 지표는 2가 아니다.

즉, 이차 형식의 동치 아래 유일한 반례 하나를 제외하면, 직교군의 원소는 항상 일련의 반사들의 합성으로 나타낼 수 있다. 유일한 반례의 표수는 2이다. 따라서, 표수가 2가 아닌 경우, 반례는 존재하지 않는다. 표수가 2가 아닌 경우, 다음 사실들이 추가로 성립한다.
- {\displaystyle \operatorname {O} (V,Q)}의 모든 원소들은 {\displaystyle n}개 이하의 반사들의 합성이다.[1]:48, Theorem 6.6[2]:18, Theorem 7.1
- {\displaystyle M\in \operatorname {O} (V,Q)}을 반사들의 합성으로 나타내었을 때, 반사들의 수는 항상 {\displaystyle n-\dim \ker(1-M)} 이상이다.[2]:19, Corollary 7.4(1) 특히, {\displaystyle M}의 고정점이 {\displaystyle 0\in V}밖에 없다면, {\displaystyle M}은 {\displaystyle n}개 미만의 반사들의 합성이 아니다.[2]:19, Corollary 7.4(2)
- {\displaystyle M\in \operatorname {O} (V,Q)}이 {\displaystyle n}개의 반사의 합성이라고 하자. 그렇다면, 임의의 반사 {\displaystyle R}에 대하여,
{\displaystyle M=R\circ R_{2}\circ \cdots \circ R_{n}=R_{1}'\circ \cdots R_{n-1}'\circ R}
인 반사 {\displaystyle R_{2},\dots ,R_{n}} 및 {\displaystyle R_{1}',\dots ,R_{n-1}'}들이 존재한다. 즉, 정확히 {\displaystyle n}개의 반사의 합성의 경우, 처음 또는 마지막 반사를 임의로 고를 수 있다.[2]:18, Corollary 7.2

### 유클리드 공간
유클리드 공간 {\displaystyle \mathbb {R} ^{n}}의 (표준적인 이차 형식 {\displaystyle x_{1}^{2}+\cdots +x_{n}^{2}}에 대한) 직교군 {\displaystyle \operatorname {O} (n)}을 생각하자. 카르탕-디외도네 정리에 따라, {\displaystyle \operatorname {O} (n)}의 원소들은 (원점을 고정하는) {\displaystyle n}개 이하의 반사들의 합성이다. {\displaystyle \operatorname {O} (n)}의 원소는 {\displaystyle \mathbb {R} ^{n}}의 등거리 변환을 이루며, 원점을 고정한다. 반대로, 고정점을 갖는 {\displaystyle \mathbb {R} ^{n}}의 등거리 변환은 그 고정점을 원점으로 하는 정규 직교 기저를 잡아 {\displaystyle \operatorname {O} (n)}의 원소로 여길 수 있다. 따라서, {\displaystyle x}를 고정점으로 하는 {\displaystyle \mathbb {R} ^{n}}의 등거리 변환들은 ({\displaystyle x}를 고정하는) {\displaystyle n}개 이하의 반사들의 합성이다.
유클리드 공간 {\displaystyle \mathbb {R} ^{n}}의 유클리드 군
{\displaystyle \operatorname {IO} (n)=\mathbb {R} ^{n}\rtimes \operatorname {O} (n)}
을 생각하자. 이는 {\displaystyle \mathbb {R} ^{n}}의 임의의 등거리 변환들로 구성된다. 임의의 등거리 변환에 적절한 평행 이동을 합성하여 원점의 상을 원점으로 돌려 보내면, 원점을 고정하는 등거리 변환을 얻는다. 즉, {\displaystyle \operatorname {IO} (n)}의 원소는 {\displaystyle \operatorname {O} (n)}의 원소와 평행 이동의 합성이다. 그런데 {\displaystyle \operatorname {O} (n)}의 원소는 원점을 고정하는 {\displaystyle n}개 이하의 반사들의 합성이며, 임의의 평행 이동은 항등 함수이거나, 어떤 두 서로 다른 반사의 합성이다. 또한, {\displaystyle n}개의 반사의 합성의 경우, 처음 오는 반사는 평행 이동을 나타내는 반사와 만나 없어지도록 고를 수 있다. 따라서, {\displaystyle \operatorname {IO} (n)}의 원소들은 {\displaystyle n+1}개 이하의 반사들의 합성이다.

## 역사
19세기 초 엘리 카르탕이 실수체와 복소수체에 대하여 증명하였다.:235, §8.2 카르탕의 증명은 그의 1938년 저서에 실려 있다. 이후 장 디외도네가 임의의 체에 대하여 증명하였다.:235, §8.2

## 참고 문헌
1. 1 2  Grove, Larry C. (2002). 《Classical groups and geometric algebra》. Graduate Studies in Mathematics (영어) 39. 프로비던스: American Mathematical Society. ISBN 0-8218-2019-2. ISSN 1065-7338 |issn= 값 확인 필요 (도움말). MR MR1859189. Zbl 0990.20001.
2. 1 2 3 4  Lam, Tsit-Yuen (2005). 《Introduction to quadratic forms over fields》. Graduate Studies in Mathematics (영어) 67. Providence, RI: American Mathematical Society. ISBN 978-0-8218-1095-8. ISSN 1065-7339. LCCN 2004062281. MR 2104929. Zbl 1068.11023.
3. 1 2  Gallier, Jean (2011). 《Geometric methods and applications》. Texts in Applied Mathematics (영어) 38 2판. 뉴욕: Springer. doi:10.1007/978-1-4419-9961-0. ISBN 978-1-4419-9960-3. ISSN 0939-2475. LCCN 2011929342.
4. ↑  Cartan, Élie (1938). 《Leçons sur la théorie des spineurs. I. Les spineurs de l’espace à trois dimensions》. Actualités Scientifiques et Industrielles (프랑스어) 643. 파리: Hermann & Cie. Zbl 0019.36301.
5. ↑  Cartan, Élie (1938). 《Leçons sur la théorie des spineurs. II. Les spineurs de l’espace à n>3 dimensions. Les spineurs en géométrie riemannienne.》. Actualités Scientifiques et Industrielles (프랑스어) 701. 파리: Hermann & Cie. Zbl 0022.17101.
6. ↑  Dieudonné, Jean (1948). 《Sur les groupes classiques》. Actualites Scientifiques et Industrielles (프랑스어) 1040. 파리: Hermann & Cie. MR 0024439. Zbl 0037.01304.